# 중일고등학교
중일고등학교(中一高等學校)는 대한민국 대전광역시 유성구 관평동에 위치한 사립 고등학교이다.

## 학교 연혁
- 1987년 4월 22일 : 학교법인 경금학원 설립 인가, 초대 윤경수 이사장 취임
- 1988년 1월 8일 : 중일고등학교 교명 및 학칙 인가 (총 12학급)
- 1988년 3월 1일 : 초대 최정교 교장 취임
- 1988년 3월 15일 : 개교 및 제1회 입학식
- 1988년 7월 30일 : 교사 완공 (총 35개실)
- 1991년 12월 31일 : 학칙 변경 (남/여 공학 24학급)
- 2003년 10월 17일 : 별관 교사동 준공
- 2003년 11월 1일 : 급식실 준공
- 2005년 9월 9일 : 관평체육관 준공
- 2021년 12월 10일 : 제3대 윤영덕 이사장 취임
- 2023년 3월 1일 : 제8대 이재하 교장 취임
- 2024년 1월 5일 : 제34회 졸업식(196명, 총 졸업생 수 9,433명)

## 참고 자료
- 중일고등학교 - 한국교육학술정보원 학교알리미